# Prato Calcio a 5
Prato Calcio a 5 – włoski klub futsalowy z siedzibą w Prato, obecnie występuje w Serie B (druga klasa rozgrywkowa we Włoszech).

## Sukcesy
- Mistrzostwo Włoch (2): 2001-02, 2002-03
- Puchar Włoch (2): 2002, 2004
- Superpuchar Włoch (2): 2002, 2003